# Skridskosegling
Skridskosegling är segling på is med skridskor på fötterna med någon typ av segel, till skillnad från isjaktsegling och iswindsurfare där seglaren sitter i eller på en farkost/bräda som är försedd med medar. Idag används vanligen följande former av segel: kitewing, draksegel, vingsegel och kite samt trapetssegel och windsurfingsegel där mastfoten vilar mot isen förekommer.
På 1800-talet seglades med trapetssegel i bomull och kring sekelskiftet 1900 började drakseglet användas men mer uttalat för tävling och trapetsseglet var fortfarande vanligt på grund av dess smidigt att ha med sig ihoprullat på skridskoturen. Drakseglet har utvecklats mycket med moderna segeldukar och aluminiumstänger och det är idag endast formen som liknar föregångaren från sekelskiftet 1900.
På 1970-talet utvecklades vingseglet som är format som en ihålig vinge. I ett vingsegel för skridsko står seglaren inuti vingen och bidrar därför minimalt till luftmotståndet. Toppfarten med vingsegel är inte uttalad eftersom det är omständigheterna som avgör, till exempel kvalité på isytan, storleken på isytan samt hur mycket det blåser, men troligen kan vingseglet komma upp i över 120 kilometer per timme när perfekta förhållanden råder. Detta resonemang gäller alla typer av isseglingsfarkoster.
Kring sekelskiftet 2000 började kitewing, det första serieproducerade seglet för bland annat skridskosegling komma in till Sverige från en finsk tillverkare. Idag är kitewing det vanligast förekommande skridskoseglet.
Specialgjorda skridskor för issegling har höga medar och stadiga pjäxor. Även andra typer av skridskor kan användas som till exempel långfärdsskridskor och ishockeyskridskor.

## Issegling i Sverige
Skridskosegling finns idag organiserat under Svenska Isseglarförbundet som ett klassförbund och heter Sällskapet Skridskoseglarna. Svenska mästerskapen för skridskosegel avgörs i tre olika klasser: draksegel, vingsegel och kitewing.
Svenska mästerskapen med draksegel hölls första gången 1909 och år 1980 avgjordes svenska mästerskapen i segling med vingsegel första gången. År 2007 introducerades klassen för segling med kitewing.